# Gob (band)
Gob is een Canadese punkrockband uit Langley, Brits-Columbia, opgericht in 1993. De band bestaat uit Tom Thacker, Theo Goutzinakis, Gabe Mantle en Steven Fairweather. Thacker is ook een leadgitarist voor de Canadese rockband Sum 41.
Juno heeft Gob genomineerd voor beste nieuwe groep in 2000, en de band kreeg nog een Juno-nominatie voor beste video in 2002. Het meest succesvolle album van Gob is The world according to Gob. Hun best verkochte nummers tot nu toe zijn "I Hear You Calling", "Soda" en "Banshee Song". Ze zijn te zien geweest in films, tv-shows en sportieve videogames zoals NHL 2002, NHL 2003, NHL 2004 en Madden NFL 2004 met nummers als "Oh! Ellin", "I've Been Up These Steps", "Sick With You" (beide geremixt voor het spel),"I Hear You Calling" en "Give Up the Grudge". De band is verschenen op verschillende muziekfestivals, waarvan de meest bekende de Vans Warped Tour is.